# Pierre Phalèse
Pierre Phalèse (Lovaina, c.1510 - 1573), en latín Petrus Phalesius, recopilador, impresor de música y compositor  flamenco del Renacimiento, ocasionalmente referenciado en español como "Pedro Falesio". 
Comenzó un negocio de librería en Lovaina en 1545, y en 1551 inicia la publicación de partituras musicales de buena calidad con tipos móviles.
Su producción incluye misas, motetes y canciones, en su mayoría de los Países Bajos, como Orlando di Lasso  y Cipriano de Rore,  magníficats y piezas con tablatura francesa para laúd, etc.
En 1570 se asocia con Jean Bellère, impresor de Amberes y mudó todo su negocio a esta ciudad, que floreció como imprenta y editora de música durante el siglo XVII.
- Datos: Q729188
- Multimedia: Petrus Phalesius the Elder / Q729188